# إميليا لارسون
إميليا لارسون (بالسويدية: Emilia Larsson)‏ (13 يوليو 1998 بالسويد - ) هي لاعبة كرة قدم سويدية في مركز الوسط.

## وصلات خارجية
- إميليا لارسون على موقع اتحاد السويد (السويدية)
- إميليا لارسون على موقع قاعدة بيانات كرة القدم.إي يو (الإنجليزية)
- إميليا لارسون على موقع Soccerway.com (الإنجليزية)